# Prêmio Tenco
Prêmio Tenco é um reconhecimento musical italiano assinalado anualmente, desde 1974, pelo Club Tenco. O nome do prêmio existe em homenagem ao cantor e autor Luigi Tenco.

## História
O Prêmio Tenco é um reconhecimento à carreira de artistas que deram suporte à canção autoral mundial. Há duas tipologias. Uma para cantores e outra para operadores culturais. De 1997 a 2010 foi criado também o "Prêmio SIAE/Club Tenco" para o autor emergente na tentativa de valorizar os jovens talentos. De 2006 a 2010 o Prêmio "Os sons da canção" foi assinalado a instrumentistas e arranjadores. De 2011 foram premiados os melhores discos do ano por um júri especializado que é o mais amplo e representativo entre outras análogas manifestações italianas (além de 200 jurados).

### Prêmio Tenco per cantautore (carriera)
- 1974 - Leo Ferré, Sergio Endrigo, Giorgio Gaber, Domenico Modugno, Gino Paoli
- 1975 - Vinicius de Moraes, Fausto Amodei, Umberto Bindi, Fabrizio De André, Francesco Guccini, Enzo Jannacci
- 1976 - Georges Brassens
- 1977 - Jacques Brel
- 1978 - Leonard Cohen
- 1979 - Lluís Llach
- 1980 - Atahualpa Yupanqui
- 1981 - Chico Buarque de Hollanda, Ornella Vanoni
- 1982 - Arsen Dedic
- 1983 - Alan Stivell, Paolo Conte, Giovanna Marini, Roberto Vecchioni
- 1984 - Colette Magny
- 1985 - Silvio Rodríguez, Dave Van Ronk, Bulat Okudzava
- 1986 - Tom Waits, Joan Manuel Serrat
- 1988 - Joni Mitchell
- 1989 - Randy Newman
- 1990 - Caetano Veloso
- 1991 - Charles Trenet
- 1993 - Vladimir Vysotsky (póstumo)
- 1994 - Pablo Milanés
- 1995 - Sérgio Godinho
- 1996 - Renato Carosone
- 1997 - Jackson Browne
- 1998 - Elvis Costello
- 1999 - Bruce Cockburn, Zülfü Livaneli
- 2000 - Nick Cave, Rickie Lee Jones
- 2001 - Laurie Anderson, Luis Eduardo Aute
- 2002 - Donovan, Gilberto Gil,
- 2003 - Eric Andersen, Patti Smith
- 2004 - Peter Hammill
- 2005 - John Cale, Khaled
- 2006 - Willy DeVille, Bruno Lauzi
- 2007 - Jacques Higelin
- 2008 - Milton Nascimento
- 2009 - Franco Battiato, Angélique Kidjo
- 2010 - Paul Brady
- 2011 - Luciano Ligabue, Jaromir Nohavica
- 2012 - The Klezmatics
- 2013 - Robyn Hitchcock
- 2014 - José Mário Branco, David Crosby, Maria Farantouri, The Plastic People of the Universe, John Trudell.

### Prêmio Tenco per operatore culturale
- 1974: Nanni Ricordi
- 1975: Michele L. Straniero
- 1976: Filippo Crivelli
- 1977: Dario Fo
- 1978: Roberto Roversi
- 1979: Roberto De Simone
- 1980: Giancarlo Cesaroni
- 1981: Giorgio Calabrese, Ornella Vanoni
- 1982: Roberto Murolo
- 1983: Sergio Bardotti
- 1984: Paolo Poli
- 1985: Bulat Okudžava (Булат Окуджава)
- 1986: Susana Rinaldi
- 1989: Zanna Bičevskaja (Жанна Бичевская)
- 1990: Antonio Carlos Jobim
- 1991: Milva
- 1994: Virgilio Savona
- 1995: Cesaria Evora, Cheikha Rimitti
- 1996: Lowell Fulson
- 1997: Paddy Moloney
- 1998: Roger McGuinn
- 1999: Mercedes Sosa
- 2000: Ute Lemper, Franco Lucà
- 2001: Meri Lao
- 2002: Arto Lindsay, Enrique Morente
- 2003: Jane Birkin, Maria Del Mar Bonet
- 2004: Dulce Pontes
- 2005: Fernanda Pivano
- 2006: Gianfranco Reverberi, Noa
- 2007: Marianne Faithfull
- 2008: Joan Molas
- 2009: Horacio Ferrer
- 2010: Amancio Prada, Roberto "Freak" Antoni
- 2011: Mauro Pagani
- 2012: Alessandro Portelli
- 2013: Garland Jeffreys, Cui Jian
- 2014: Gianni Minà

### Prêmio Siae / Club Tenco all'autore emergente
- 1997: Sergio Cammariere (em colaboração com l'IMAIE)
- 1998: Funambolici Vargas
- 1999: Davide Van de Sfroos
- 2000: Cristina Donà
- 2001: Chiaroscuro
- 2002: Luca Faggella
- 2003: Nicola Costanti
- 2004: Stefano Vergani (em colaboração com l'IMAIE)
- 2005: Farabrutto
- 2006: Maler
- 2007: Giovanni Block
- 2008: Banda Elastica Pellizza
- 2009: Edgardo Moia Cellerino
- 2010: Brunori Sas

### Prêmio "I suoni della canzone"
- 2006 - Ellade Bandini
- 2007 - Beppe Quirici
- 2008 - Jimmy Villotti
- 2009 - Juan Carlos Biondini
- 2010 - Fausto Mesolella